# Крайгер, Борис
Борис Крайгер (словен. Boris Kraigher; 14 февраля 1914, Света-Троица-в-Словенских-Горицах, недалеко от Марибора, Австро-Венгрия — 4 января 1967, Сремска-Митровица, Югославия) — югославский и словенский политический деятель, председатель Исполнительного веча Народной республики Словения (1953—1962), Народный герой Югославии (1953).

## Биография
Родился в семье словенского драматурга Алоиза Крайгера.
В 1932—1934 гг. — студент инженерного факультета Университета Любляны, был активистом левого молодёжного движения, участвовал в демонстрациях против королевской диктатуры. В 1934 г. вступил в КПЮ. В ноябре того же года был арестован и приговорен к лишению свободы на два с половиной года. В мае 1937 г. вернулся в Любляну и продолжил обучение, а также политическую деятельность.
В 1937—1940 гг. — секретарь Центрального Комитета Коммунистической молодёжи Словении, также являлся членом Комиссии по делам молодёжи Центрального Комитета Коммунистической партии Югославии. В июне 1940 г. был избран в Центральный Комитет Коммунистической партии Словении.
Во время оккупации работал в подполье, являясь секретарем райкома Любляне, с декабря 1941 г. — секретарем Центрального Комитета Коммунистической партии Словении по организационным вопросам, в мае 1942 г. избран членом Политбюро. Вскоре был арестован итальянскими военными, был интернирован в лагерь Гонарс, из которого бежал в августе 1942 г., присоединившись к партизанскому движению. С марта 1945 г. — секретарь ЦК КПС.
В 1946—1953 гг. — министр внутренних дел,
в 1953—1962 гг. — председатель Исполнительного веча Народной республики Словения.
С 1963 г. — заместитель председателя Союзного Исполнительного веча Югославии, министр экономики.
Член ЦК СКЮ с 1948 г. Член Исполкома ЦК СКЮ с 1964 г.
Погиб в автомобильной катастрофе близ Сремска-Митровицы.
Двоюродный брат Сергея Крайгера.